# Fluid
Fluidul este considerat un mediu continuu în structura sa. El se deformează continuu și infinit (curge) sub influența unui efort tangențial și dependent de forța aplicată. Fluidele se împart în următoarele categorii: lichide, gaze și plasme.
Lichidele sunt mai dense decât gazele și ele formează peliculă la contactul cu un gaz.
Fluidele au proprietatea de a curge și de a prelua forma recipientului în care se află, fără a opune rezistență mecanică la viteze relativ mici. Acest lucru este datorat faptului ca fluidele sunt incapabile să preia eforturi tangențiale când se află în echilibru static.
Spre deosebire de solide, în care eforturile tangențiale sunt în funcție de deformare, la fluide ele sunt funcție de viteza de deformare. Gradul în care opun rezistență se numește viscozitate. Efortul normal (la suprafața de separație) se numește presiune.
Comportamentul fluidelor poate fi descris printr-un set de ecuații parțial-diferențiale: ecuațiile de conservare a masei, a conservării impulsului, a momentului unghiular (ecuațiile Navier–Stokes) și a conservării energiei.
Mecanica fluidelor are ca obiect studiul fluidelor, al gazelor și Hidrostatica pentru studiul mediilor lichide.

## Clasificarea fluidelor
Din punctul de vedere al stării de agregare, fluidele se clasifică în:
- lichide
- gaze

Din punctul de vedere al aplicării legii lui Newton, există:
- Fluide newtoniene
- Fluide nenewtoniene.